# Урей (округ, Колорадо)
Шаблон:StateAbbr_ 38°10′ пн. ш. 107°46′ зх. д. / 38.16° пн. ш. 107.77° зх. д.
Округ  Урей (англ. Ouray County) — округ (графство) у штаті  Колорадо, США. Ідентифікатор округу 08091.

## Історія
Округ утворений 1877 року.

## Демографія
За даними перепису 
2000 року 
загальне населення округу становило 3742 осіб, усе сільське.
Серед мешканців округу чоловіків було 1890, а жінок — 1852. В окрузі було 1576 домогосподарств, 1123 родин, які мешкали в 2146 будинках.
Середній розмір родини становив 2,77.
Віковий розподіл населення поданий у таблиці:
| Стать    | До 15 років | 15-21 | 22-29 | 30-39 | 40-49 | 50-65 | 65-85 | Понад 85 |
| -------- | ----------- | ----- | ----- | ----- | ----- | ----- | ----- | -------- |
| Чоловіки | 352         | 149   | 121   | 220   | 362   | 467   | 214   | 5        |
| Жінки    | 342         | 108   | 93    | 253   | 377   | 441   | 209   | 29       |

## Суміжні округи
- Монтроуз — північ
- Ганнісон — північний схід
- Гінсдейл — південний схід
- Сан-Хуан — південь
- Сан-Мігель — південний захід

## Виноски
1. ↑  U.S. Decennial Census. United States Census Bureau. Архів оригіналу за 12 травня 2015. Процитовано 10 червня 2014.
2. ↑  Historical Census Browser. University of Virginia Library. Архів оригіналу за 11 серпня 2012. Процитовано 10 червня 2014.
3. ↑  Population of Counties by Decennial Census: 1900 to 1990. United States Census Bureau. Архів оригіналу за 31 липня 2014. Процитовано 10 червня 2014.
4. ↑  Census 2000 PHC-T-4. Ranking Tables for Counties: 1990 and 2000 (PDF). United States Census Bureau. Архів оригіналу (PDF) за 18 грудня 2014. Процитовано 10 червня 2014.
5. ↑  State & County QuickFacts. United States Census Bureau. Архів оригіналу за 6 червня 2011. Процитовано 11 лютого 2014. [Архівовано 2011-06-06 у Wayback Machine.](англ.) Наведено за англійською вікіпедією.
6. ↑  American FactFinder. Бюро перепису населення США. Архів оригіналу за 26 лютого 2012. Процитовано 31 січня 2008. [Архівовано 2008-05-21 у Wayback Machine.]

| США | Це незавершена стаття з географії США. Ви можете допомогти проєкту, виправивши або дописавши її. |